# بواسيار (مترو باريس)
بواسيار (بالفرنسية: Boissière)‏ هي محطة مترو تابعة لمترو باريس تقع في فرنسا في الدائرة السادسة عشرة في باريس.[بحاجة لمصدر]